# Macrocephalites
Macrocephalites è un genere di ammonite del Giurassico Medio.

## Descrizione
Macrocephalites ha una conchiglia di forma da subglobosa a discoidale, involuta, con ombelico aperto e stretto. La conchiglia è sempre compressa, con sezione del giro più alta che ampia, ventre ampio e arrotondato. L’ornamentazione è a numerose coste radiali primarie che si biforcano e talora si triforcano o poliforcano a metà del fianco, attraversando la zona ventrale senza interrompersi. Dimensioni (per l’adulto) da medie (una decina di centimetri) a molto grandi (fino a diversi decimetri). Sutura ammonitica complessa.

## Distribuzione
Il genere ha origine nel Batoniano superiore con la specie Macrocephalites madagascariensis LEMOINE. Il genere è un ottimo fossile guida per il Calloviano, ultima parte del Giurassico Medio, che inizia con la biozona a Macrocephalites herveyi (SOWERBY, J.). Si tratta di una forma con ampia diffusione nelle facies di piattaforma continentale (shelf) in tutta l’area della Tetide, dall’Europa continentale all’area indo-iranica, all’Africa orientale e al Madagascar, al Tibet e alla Cina.

## Galleria d'immagini

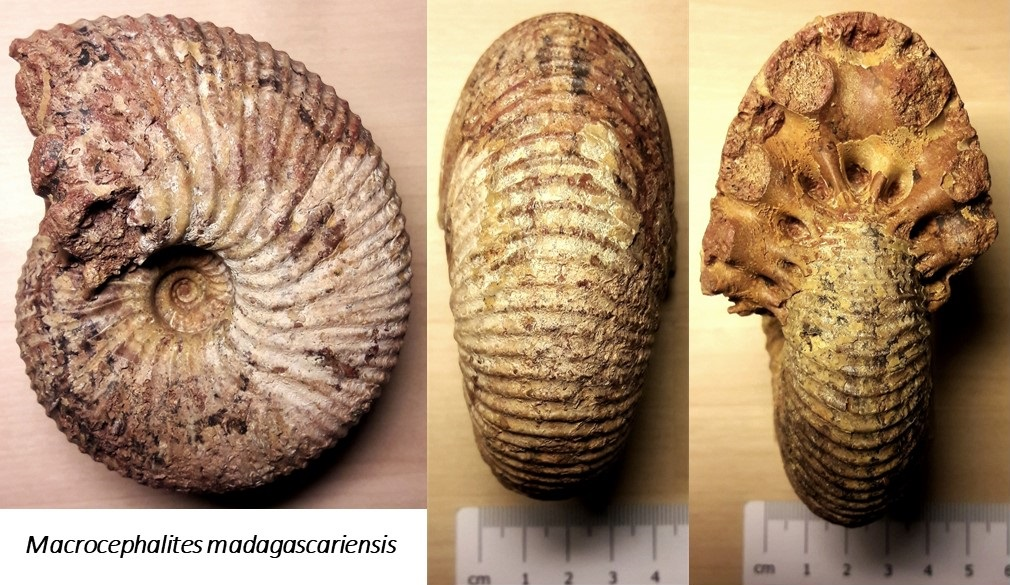
Macrocephalites madagascariensis LEMOINE. Batoniano superiore (Giurassico Medio del Madagascar).
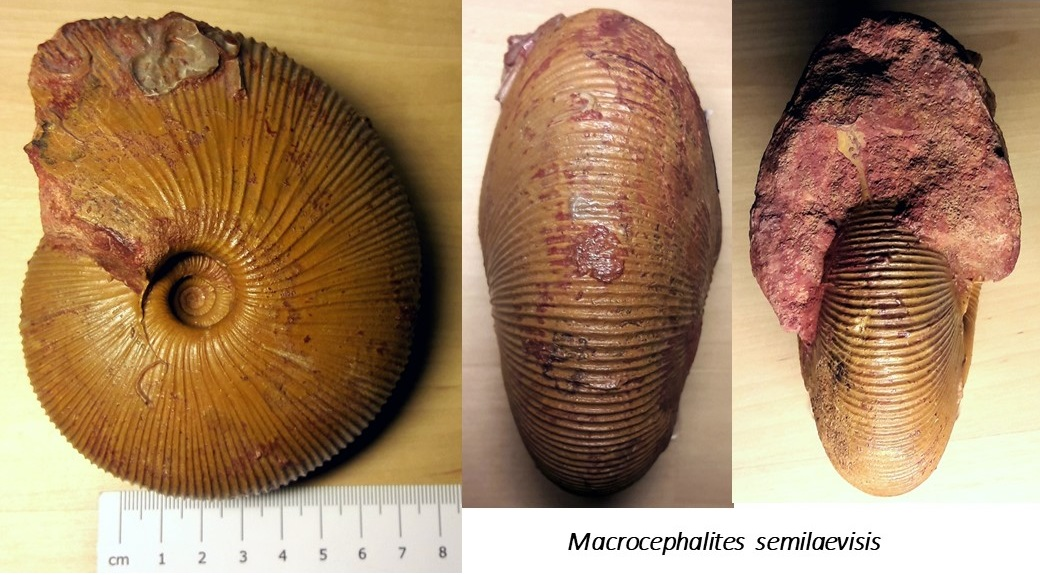
Macrocephalites (Nothocephalites) semilaevis (WAAGEN) . Calloviano inferiore (Giurassico Medio - Svizzera, regione di Basilea).